# Antoigny
Antoigny (wymowaⓘ) – miejscowość i dawna gmina we Francji, w regionie Normandia, w departamencie Orne. W 2013 roku jej populacja wynosiła 142 mieszkańców. 
12 stycznia 2016 roku połączono dwie wcześniejsze gminy: La Ferté-Macé oraz Antoigny. Siedzibą gminy została miejscowość La Ferté-Macé, a nowa gmina przyjęła jej nazwę. 